# Nivolumabe
O Nivolumabe, vendido sob a marca Opdivo, é um medicamento usado para tratar vários tipos de câncer. Incluindo melanoma, câncer de pulmão, carcinoma de células renais, linfoma de Hodgkin, câncer de cabeça e pescoço, câncer colorretal e câncer de fígado. É aplicado por terapia intravenosa.
Os efeitos colaterais comuns incluem cansaço, erupção cutânea, doenças hepáticas, dores musculares e tosse. Os efeitos colaterais graves podem incluir doenças pulmonares, intestinais, hepáticas, renais, cutâneas ou endócrinas relacionadas ao sistema imunológico. O uso durante a gravidez pode ser prejudicial ao feto e o uso durante a amamentação também não é recomendado. O Nivolumabe é um anticorpo monoclonal IgG4 humano que bloqueia PD-1. É um tipo de imunoterapia que funciona como um inibidor de pontos de controle, bloqueando um sinal que impede a ativação dos linfócitos T de combater o câncer.
O Nivolumabe foi aprovado para uso médico nos Estados Unidos em 2014. Está na Lista de medicamentos essenciais da Organização Mundial de Saúde. No Reino Unido, custava ao NHS cerca de 5.266 libras esterlinas por mês em 2018. Nos Estados Unidos, chegava a cerca de 13.556 dólares em 2019, enquanto na China, custava cerca de 7 mil dólares. É fabricado usando células de ovário de hamster chinês.